# Anteo Zamboni
Anteo Zamboni (ur. 11 kwietnia 1911 w Bolonii, zm. 31 października 1926 w Bolonii) – piętnastoletni włoski anarchista, zamachowiec, który 31 października 1926 r. na Via Riccoli w Bolonii usiłował zastrzelić Benito Mussoliniego podczas parady upamiętniającej Marsz na Rzym.
Natychmiast po zamachu został schwytany i zlinczowany przez faszystowskich bojówkarzy. Zamach dał powód Mussoliniemu do wzmożenia represji politycznych wobec opozycji. Obecnie imię Zamboniego upamiętnia m.in. ulica w Bolonii Via Anteo Zamboni. Na kanwie zamachu Gianfranco Mingozzi nakręcił film fabularny.
W literaturze zastanawiano się nad motywami czynu Anteo Zamboniego.